# Reginald Pole
Reginald Pole (Stourton Castle, Staffordshire, 3 maart 1500 – Lambeth, 17 november 1558) was een Engels kardinaal en humanistisch geleerde.
Pole was een neef van Hendrik VIII. Zijn moeder was Margaret Pole, de laatste rechtstreekse Plantagenet.
Pole onderhield nauwe contacten met humanisten als Hugh Latimer, Pietro Bembo, Erasmus, Thomas More en anderen. Met de echtscheidingsplannen van Hendrik VIII kon hij niet instemmen. Na de afscheiding van de Engelse Kerk schreef hij ter verdediging van het pauselijk primaat Pro ecclesisasticae unitatis defensione (1536). Hendrik VIII ontbood hem naar Engeland, maar op verzoek van paus Paulus III ging hij naar Rome waar hij op 22 december 1536 tot kardinaal werd gecreëerd. In 1542 werd hij pauselijk legaat voor het Concilie van Trente, waarvan hij alleen de eerste zittingen bijwoonde. In het conclaaf na de dood van Paulus III (1549) verenigde hij weliswaar twee derde der stemmen op zich, maar hij aarzelde zo lang met de aanvaarding van zijn verkiezing, dat de kardinalen ten slotte een ander (Julius III) tot paus kozen. 
Toen Maria de Katholieke in Engeland de troon bestegen had, keerde Pole op haar verzoek als pauselijk legaat naar zijn land terug. In 1554 kon hij officieel de eenheid van de Engelse Kerk met Rome herstellen. Na de veroordeling van Thomas Cranmer (1556) werd hij ingehuldigd als aartsbisschop van Canterbury, de laatste rooms-katholiek op deze bisschopszetel.
Kort voor zijn dood werd hij op een beschuldiging van ketterij door paus Paulus IV van zijn waardigheid ontheven en naar Rome ontboden. Hij stierf vóór het proces in Rome tegen hem was begonnen. 